# آغيوس نيكولاوس
آغيوس نيكولاوس: (باليونانية:Άγιος Νικόλαος)، (بالإنجليزية: Agios Nikolaos)، مدينة يونانية تقع في جنوب البلاد ضمن جزيرة كريت، وهي مركز مقاطعة لاسيثي أحد مقاطعات منطقة كريت الإدارية.

## الموقع، السكان والتسمية
تقع المدينة في الجزء الشرقي من جزيرة كريت على ساحل خليج ميرابيل والذي يقع في الجهة الشمالية الشرقية من كريت.
يبلغ عدد سكان المدينة حوالي 20 ألف نسمة وبالتالي تكون رابع أكبر مدينة في كريت بعد هيراكليون، خانيا وريثيمنو.
تعود تسمية المدينة للقديس نقولا (آغيوس نيكولاوس) والذي هو اسم شائع للعديد من الأماكن في اليونان وقبرص لأنه يعتبر شفيع اليونان وقديس البحارة، وذلك بسبب وجود كنيسة صغيرة بيزنطية مكرسة للقديس نقولا في السابق على ساحل المدينة. قبل ذلك كانت المدينة تعرف باسم ماندراكي (Mandraki).

## التاريخ
وجد أن المدينة مبنية فوق مستوطنة لاتو بروس كامارا (Lato pros Kamara) التي تعود للفترة المينوية، والتي توسعت كثيراً في القرن الثالث قبل الميلاد بعد اتحادها مع مستوطنة لاتو اتيراس (Lato Eteras) التي تقع على مسافة 5 كيلومترات للغرب منها، وقد عبدت المدينتين نفس الآلهة وأهنها أرتيمس، هرمز وإيليثيا (Ειλειθυία).
بعد ذلك وفي القرون الاحقة بدأت أهمية المدينة بالتراجع بشكل مضطرد حتى غاب ذكرها في التاريخ منذ الفترة البيزنطية. ظهرت المدينة مرة أخرى عام 1206م عندما قام الجنويون ببناء حصن ميرابيل فوق موقع المدينة، ولكن هذا الحصن تدمر بشكل كامل بعد زلزال قوي ضرب المنطقة.
عادت المدينة للظهور باسمها الحالي في القرن الخامس عشر أثناء فترة الحكم الفينيسي.

## متفرقات
- من أهم معالم المدينة بحيرة فوليسميني (Voulismeni) الشاطئية (المالحة) التي تقع في مركز البلدة، والتي نسجت حولها العديد من الأساطير أهمها أنه تم إيجادها عنما أراد أرتيمس وأثينا أن يستحما في تلك البقعة، ومنها أيضاً أنه لا يوجد لهذه البحيرة قاع، وأنها مرتبطة بشكل مباشر مع بركان سانتوريني في جزيرة ثيرا، هذه البحيرة الداثرية التي يبلغ قطرها 137 م، وعمقها 64 متر. شق عام 1870 قناة تربط البحيرة بالبحر.

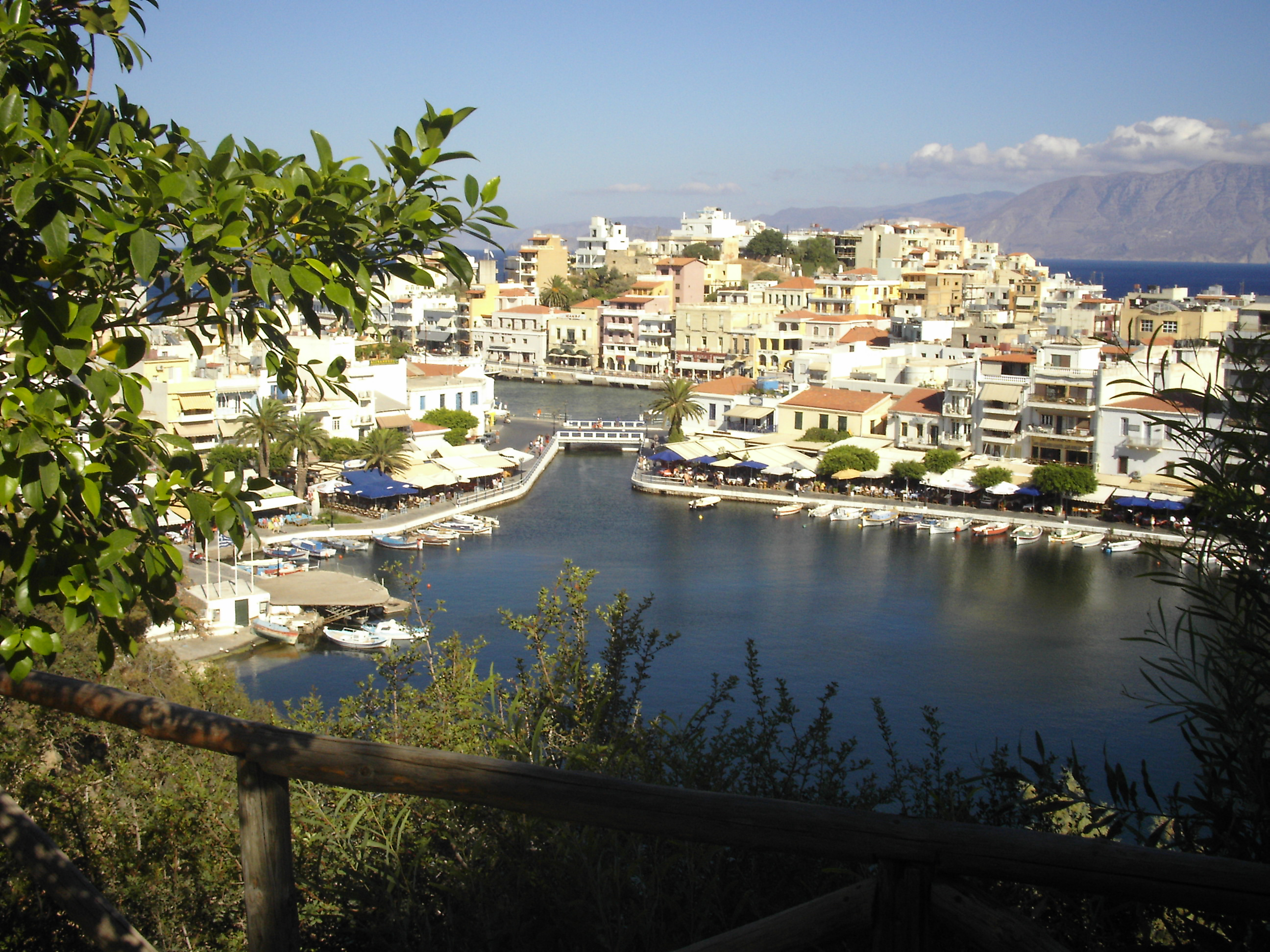
بحيرة فوليسميني ومدينة أغيوس نيكولاوس

- من المعالم الأخرى في المدينة - تلة القديس خارالامبوس (آغيوس خارالامبوس) المكسوة بالصنوبر، والتي توجد على قمتها كنيسة تحمل نفس الاسم، - جزيرة أغيون باندون (جميع القديسين) والتي تقع مقابل المدينة وتوجد فيها منارة، - متحف المدينة الأركيولوجي، وعدد من الأبنية التي تعود للنمط المعماري النيوكلاسيكي (الكلاسيكي الجديد).
- يعتمد اقتصاد المدينة يشكل أساسي على السياحة وخاصة النشاطات المتعلقة بالبحر والشاطئ فيأتي إليها سنوياً عدد كبير من السياح الأوربيين، وأيضاً على زراعة الزيتون وإنتاج الزيت.
- يوجد في المدينة بعض أقسام المعهد التقني العالي الكريتي.

## معرض صور

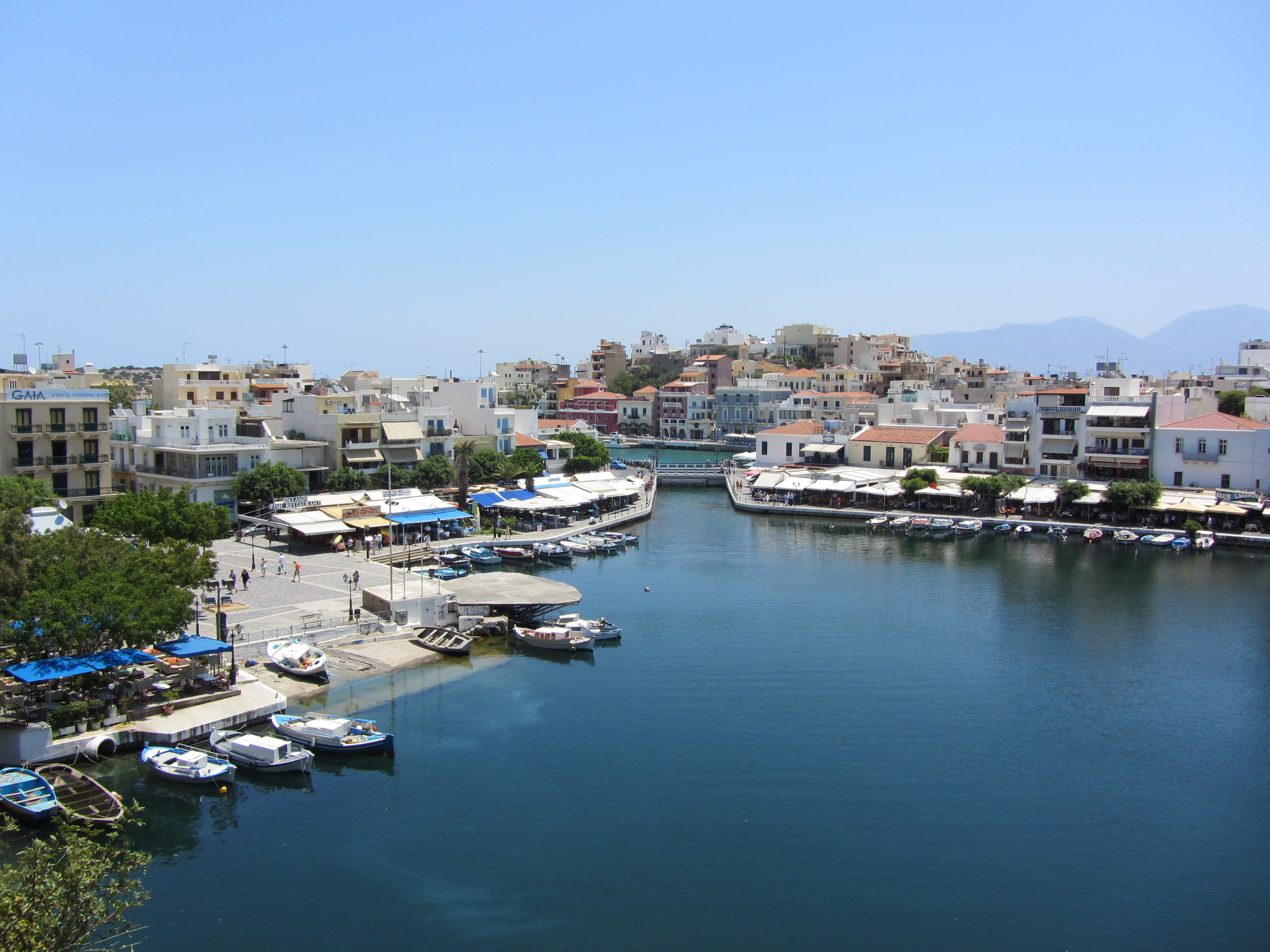
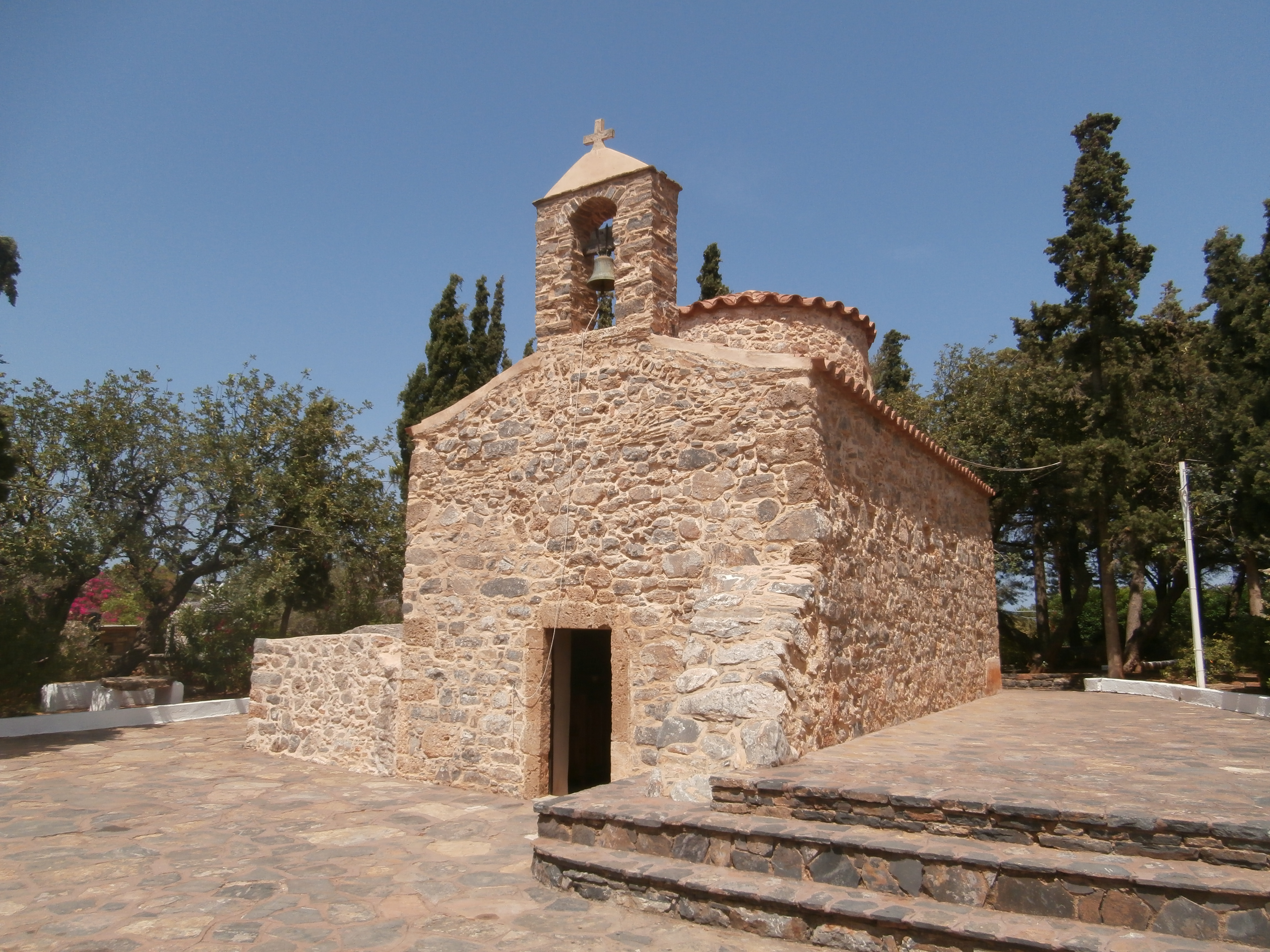
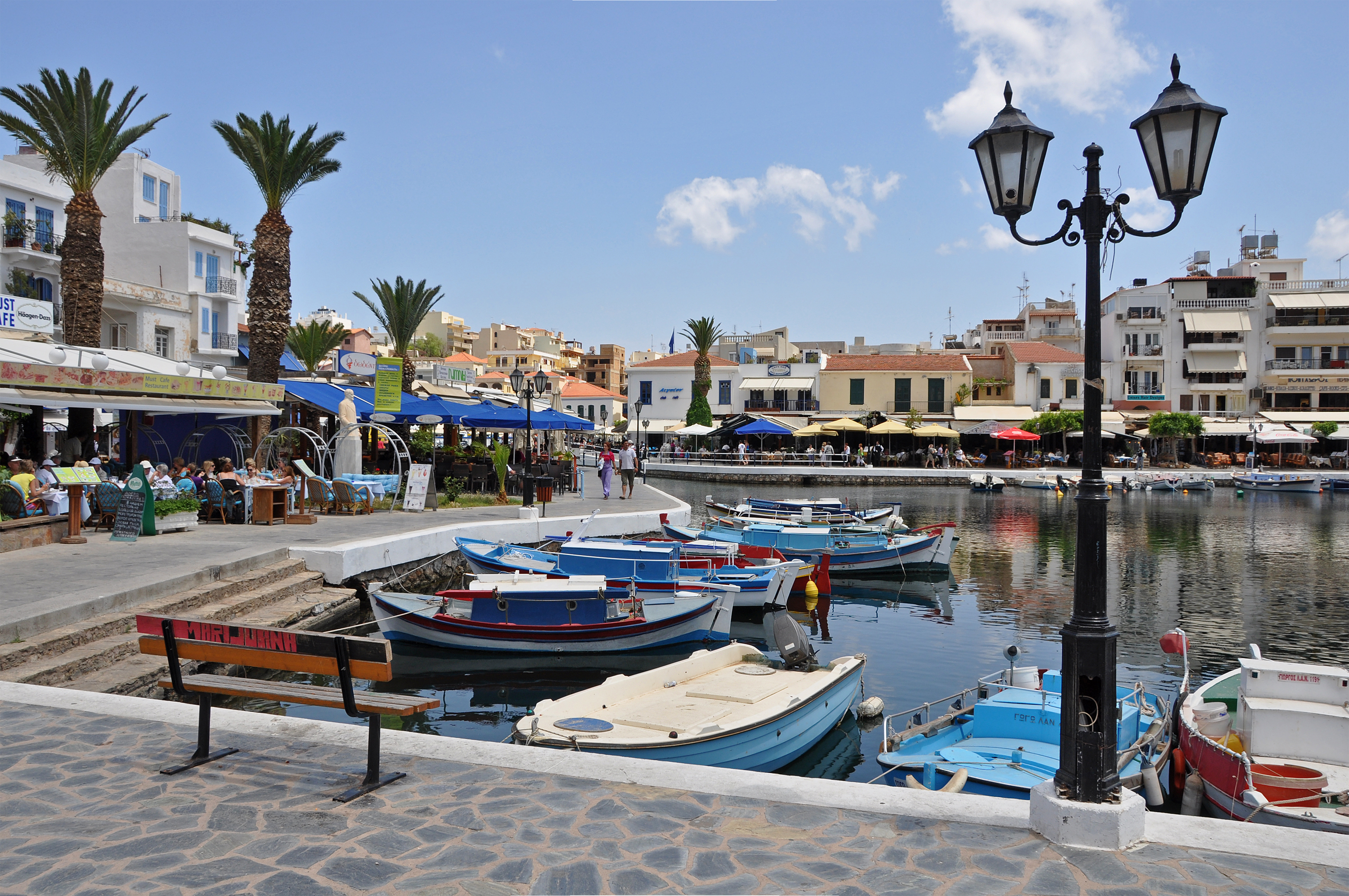
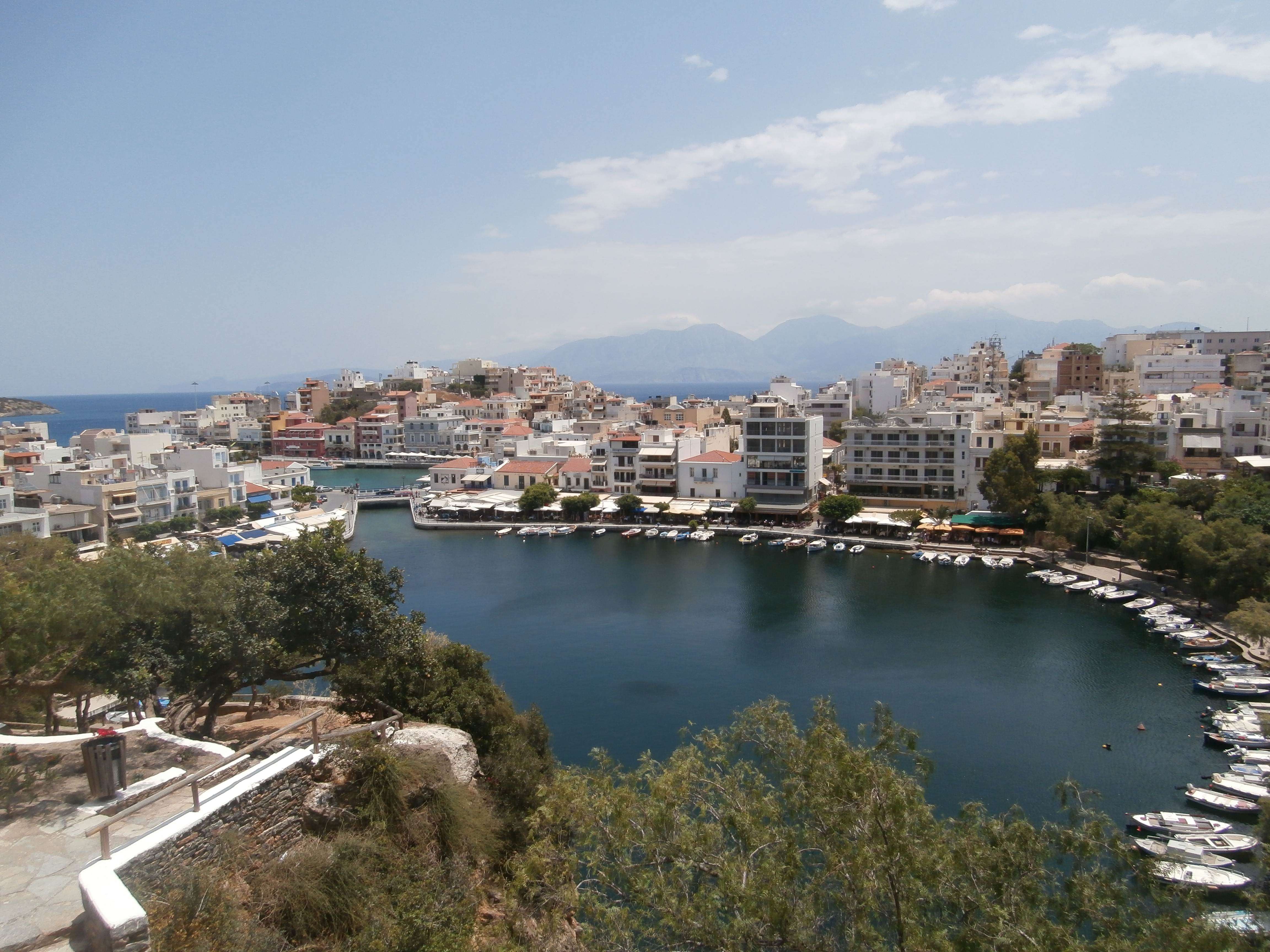